# Ivan Milovan
Ivan Milovan (Režanci, 22. rujna 1940.) hrvatski je katolički prelat koji je služio kao biskup porečki i pulski od 1997. do 2012. godine.

## Životopis
Klasičnu gimnaziju završio pri biskupskom sjemeništu u Pazinu. Teologiju studirao u tadašnjoj Visokoj teološkoj školi u Pazinu, potom od 1961. do 1964. na Katoličkom bogoslovnom fakultetu u Zagrebu.
Zaređen je za svećenika u Pazinu 25. srpnja 1964., bio je župni vikar u Poreču i istodobno upravitelj župe Nova Vas Porečka 1964. – 1965.; župni vikar u Rovinju 1965. – 1967.; prefekt sjemeništa u Pazinu 1967. – 1970.; pastoralni suradnik u Rovinju 1970. – 1981. Od 1981. do 1998. bio je župnik u Rovinju. Za biskupa je zaređen i ustoličen u Poreču 10. siječnja 1998. Glavni zareditelj je bio kardinal Josip Bozanić, a suzareditelji mons. Anton Tamarut i mons. Antun Bogetić. Dana 14. lipnja 2012. papa Benedikt XVI. prihvatio je njegovu ostavku na mjesto Porečkog-pulskog biskupa u skladu sa Zakonikom kanonskoga prava. Za nasljednika je imenovao mons. Dražena Kutlešu, dotadašnjeg biskupa koadjutora, sada nadbiskupa Zagrebačke nadbiskupije.
Biskupsko geslo mons. Milovana jest Aedificare in caritate (Graditi u ljubavi). 

## Službe pri Hrvatskoj biskupskoj konferenciji
- predsjednik Vijeća HBK za migrante
- član Biskupske komisije HBK za odnose s državom
- član Mješovite komisije Hrvatske biskupske konferencije, Hrvatske konferencije viših redovničkih poglavara i Hrvatske unije viših redovničkih poglavarica

## Vanjske poveznice
- O biskupu na stranicama biskupije